# Villers-en-Ouche
Villers-en-Ouche là một xã thuộc tỉnh Orne trong vùng Normandie tây bắc nước Pháp.